# Łuszkowo
Łuszkowo – wieś w Polsce położona w województwie wielkopolskim, w powiecie kościańskim, w gminie Krzywiń.
Wieś duchowna, własność opata benedyktynów w Lubiniu pod koniec XVI wieku leżała w powiecie kościańskim województwa poznańskiego.
W okresie Wielkiego Księstwa Poznańskiego (1815-1848) miejscowość wzmiankowana jako Luszkowo należała do wsi większych w ówczesnym pruskim powiecie Kosten rejencji poznańskiej. Luszkowo należało do majątku Jerka, którego właścicielem był wówczas (1846) rząd pruski w Berlinie (w Jerce znajdował się urząd pruski). W skład majątku Jerka wchodziło łącznie 16 wsi. Według spisu urzędowego z 1837 roku Luszkowo liczyło 280 mieszkańców, którzy zamieszkiwali 37 dymów (domostw).
W latach 1975–1998 miejscowość administracyjnie należała do województwa leszczyńskiego.